# Nell'occhio del ciclone
Nell'occhio del ciclone (Storm Catcher) è un film statunitense del 1999 diretto da Anthony Hickox.

## Trama
Il maggiore Jack Holloway viene accusato di aver venduto ad un paese straniero i progetti segreti di un nuovo tipo di aereo militare sperimentale. Dopo una fuga rocambolesca decide di provare la propria innocenza, tuttavia è ricattato dall'organizzatore della messa in scena che rapisce la moglie e la figlia del Maggiore e lo ricatta obbligandolo a distruggere la Casa Bianca.